# 宗教法人法
宗教法人法（しゅうきょうほうじんほう、昭和26年4月3日法律第126號）是日本關於宗教團體舉行宗教活動等、尊重信仰自由的目的，賦予宗教團體法人格（4條）的法律。最終改正是2006年（平成18年）6月2日法律第50號。

## 概要
目的
「賦予宗教團體法律上的能力」（第一條）
定義
「推廣宗教的教義、舉行儀式行事、及教化育成信者」（第二條）
「備有禮拜的設施的團體」
或這些團體的「包括團體」

## 經過
1939年4月8日公布「宗教團體法」，1940年4月1日施行。1945年12月28日，因駐日盟軍總司令部（GHQ）指示，昭和天皇以勅令廢止「宗教團體法」，宗教團體由從來的「認可制」（許可制）改為「屆出制」（報備制），宗教法人可自由設立、規則變更、解散等的「宗教法人令」在即日施行。
1951年4月3日，取代「宗教法人令」的「宗教法人法」在同日公布，即日施行。

## 脚注
1. ↑  第二編　戰後の教育改革と新教育制度の発展 第三章　学術・文化 第五節　宗教 （页面存档备份，存于）（「文部科学省」公式ウェブサイト）
2. ↑  ウィリアム・ウッダード、「天皇と神道 GHQの宗教政策」サイマル出版会、1988年

## 關連項目
- 宗教
- 宗教團體
- 宗教法人
- 政教分離
- 包括宗教法人

## 外部連結
- 法文原文（法務省）